# Товстохвостий сом
Товстохвостий сом (Amblyceps) — рід риб родини Товстохвості соми ряду сомоподібні. Має 23 види. Наукова назва походить від грецьких слів amblys, тобто «тупий», kephale — «голова».

## Опис
Загальна довжина представників цього роду коливається від 8 до 10 см. Голова помірного розміру, трикутної форми, звуженої біля морди, яка затуплена на кінці. Очі невеличкі. Надочні сенсорні канали поєднані. Наділені 4 вусиками, що знаходяться трохи позаду ніздрів. Губи з подвійними складками. Тулуб масивний, кремезний. Хвостове стебло потовщене. Скелет складається з 34—41 хребців. Бічна лінія неповна. Плавальний міхур регресований. Спинний плавець з короткою основою, його вкрито товстою шкірою зі слабко отруйними шипами. Грудні плавці низькі. Над основою шипа грудного плавця присутні келихоподібні клапті. Жировий плавець помірно довгий, низький. Анальний плавець помірного розміру, довший за спинний. Хвостовий плавець великий, сильно розділений. По середині променів хвостового плавця є нарости. Кінчики лопатей можуть бути довгими або ниткоподібними.
Забарвлення сіре, світло- або темно-коричневе.

## Спосіб життя
Це демерсальні та бентопелагічні риби. Воліють до прісних вод. Зустрічаються у швидких річках, струмках, у великих річках — на потужній й швидкій течії зі піщано-кам'янистим дном, серед скель та валунів. Активні переважно вночі або присмерку. Вдень ховаються біля дна, в укриттях. Живляться дрібними безхребетними, водними комахами.

## Розповсюдження
Поширені у водоймах Південної та Південно-Східній Азії, зазвичай на півостровах Індостан й Малакка.

## Види
- Amblyceps accari
- Amblyceps apangi
- Amblyceps arunachalensis
- Amblyceps caecutiens
- Amblyceps carinatum
- Amblyceps cerinum
- Amblyceps crassioris
- Amblyceps foratum
- Amblyceps hmolaii
- Amblyceps kurzii
- Amblyceps laticeps
- Amblyceps macropterus
- Amblyceps mangois
- Amblyceps murraystuarti
- Amblyceps platycephalus
- Amblyceps protentum
- Amblyceps serratum
- Amblyceps tenuispinis
- Amblyceps torrentis
- Amblyceps tuberculatum
- Amblyceps variegatum
- Amblyceps waikhomi
- Amblyceps yunnanensis